# Pseuderemias septemstriata
Pseuderemias septemstriata är en ödleart som beskrevs av  Parker och HAMPTON 1942. Pseuderemias septemstriata ingår i släktet Pseuderemias och familjen lacertider. Inga underarter finns listade i Catalogue of Life.